# Isoperla asiatica
Isoperla asiatica är en bäcksländeart som beskrevs av Raušer 1968. Isoperla asiatica ingår i släktet Isoperla och familjen rovbäcksländor. Inga underarter finns listade i Catalogue of Life.